# Бобоне, Уго
Уго Бобоне — итальянский кардинал, племянник папы Целестина III. Возведён в сан кардинала-священника Санти-Сильвестро-э-Мартино-ай-Монти в 1190 году. Был специалистом в вопросах права. Участвовал в выборах папы 1198 (Иннокентий III) годов. Умер 9 марта 1206 года, похоронен в своей церкви.